# Antigorite
L'antigorite è un minerale. Deve il suo nome alla località piemontese della Valle Antigorio, dove è stata scoperta. Insieme a lizardite e crisotilo rappresenta un polimorfo del serpentino.  
L'antigorite è un silicato idrato di magnesio e nuovi studi suggeriscono un suo contributo nel generare anomalie nei terremoti mantellici .